# Elezioni parlamentari in Austria del 1979
Le elezioni parlamentari in Austria del 1979 si tennero il 6 maggio per il rinnovo del Nationalrat. In seguito all'esito elettorale, Bruno Kreisky, esponente del Partito Socialista d'Austria, fu confermato Cancelliere.

## Risultati
| Liste                                 | Voti      | %     | Seggi |
| ------------------------------------- | --------- | ----- | ----- |
| Partito Socialista d'Austria          | 2 413 226 | 51,03 | 95    |
| Partito Popolare Austriaco            | 1 981 739 | 41,90 | 77    |
| Partito della Libertà Austriaco       | 286 743   | 6,06  | 11    |
| Partito Comunista d'Austria           | 45 280    | 0,96  | –     |
| Comunità Cristiano-Sociale del Lavoro | 2 263     | 0,05  | –     |
| Totale                                | 4 729 251 | 100   | 183   |

| Riepilogo dei voti (+/- elezioni 1975)  | Riepilogo dei voti (+/- elezioni 1975) | Riepilogo dei voti (+/- elezioni 1975) | Riepilogo dei voti (+/- elezioni 1975) | Riepilogo dei voti (+/- elezioni 1975) | Riepilogo dei voti (+/- elezioni 1975) | Riepilogo dei voti (+/- elezioni 1975) |
| --------------------------------------- | -------------------------------------- | -------------------------------------- | -------------------------------------- | -------------------------------------- | -------------------------------------- | -------------------------------------- |
| Partito Socialista d'Austria            | Partito Socialista d'Austria           | Partito Socialista d'Austria           |                                        |                                        | 51,03%                                 | ▲ 0,61                                 |
| Partito Popolare Austriaco              | Partito Popolare Austriaco             | Partito Popolare Austriaco             |                                        |                                        | 41,90%                                 | ▼ 1,04                                 |
| Partito della Libertà Austriaco         | Partito della Libertà Austriaco        | Partito della Libertà Austriaco        |                                        |                                        | 6,06%                                  | ▲ 0,65                                 |
| Altri <1,00%                            | Altri <1,00%                           | Altri <1,00%                           |                                        |                                        | 1,01%                                  | ▲ 0,99                                 |
| Riepilogo dei seggi (+/- elezioni 1975) |                                        |                                        |                                        |                                        |                                        |                                        |
|                                         |                                        |                                        |                                        |                                        |                                        |                                        |
| SPÖ                                     | 95                                     | ▲ 2                                    |                                        | ÖVP                                    | 77                                     | ▼ 3                                    |
| FPÖ                                     | 11                                     | ▲ 1                                    |                                        |                                        |                                        |                                        |